# Barleria pabularis
Barleria pabularis är en akantusväxtart som beskrevs av Spencer Le Marchant Moore. Barleria pabularis ingår i släktet Barleria och familjen akantusväxter. Inga underarter finns listade i Catalogue of Life.